# Юнаковский сельский совет (Сумский район)
Юнаковский сельский совет (укр. Юнаківська сільська рада) — входит в состав
Сумского района
Сумской области
Украины.
Административный центр сельского совета находится в 
с. Юнаковка.

## Населённые пункты совета
- с. Басовка
- пос. Варачино
- пос. Иволжанское
- пос. Кияница
- с. Корчаковка
- с. Локня
- пос. Малая Корчаковка
- пос. Марьино
- с. Могрица
- с. Новая Сечь
- с. Новенькое
- с. Садки
- с. Храповщина
- с. Юнаковка
- с. Яблоновка